# Wilfried Cretskens
Wilfried Cretskens (Herk-de-Stad, 10 juli 1976) is een Belgisch voormalig wielrenner.

## Carrière
Wilfried Cretskens debuteerde als prof in 1999 bij Vlaanderen 2002-Eddy Merckx. In 1999 won hij de Naamse Pijl. In 2001 maakte hij de overstap naar Domo - Farm Frites. Toen deze ploeg eind 2002 ophield met bestaan, volgde hij in 2003 het merendeel van zijn ploegmaats naar Quick-Step - Davitamon, waarvoor hij zes seizoenen lang zou uitkomen. Als helper droeg hij meermaals zijn steentje bij de vele successen van Quick-Step. Van 2009 tot 2010 reed Cretskens voor Silence-Lotto. Na 2010 werd zijn contract echter niet verlengd, en ondanks onderhandelingen met enkele Vlaamse ploegen wist hij geen nieuwe ploeg te vinden. Op 2 mei 2011 ging hij als eliterenner zonder contract aan de slag bij Donckers Koffie-Jelly Belly.
Voor het seizoen 2012 vond hij geen onderdak meer bij een "ploeg met niveau" en besloot hij om te stoppen met koersen.
Cretskens werkt vanaf 2012 voor het Amerikaanse United Healtcare als directeur sportif samen met Hendrik Redant.

## Palmares
1993
- 1e - Ronde van Vlaanderen, Junioren

1998
- 8e - Omloop van het Waasland
- 9e - Ronde van het Waalse Gewest

1999
- 1e - Naamse Pijl
- ritwinst Omloop van Lotharingen
- 3e - Nokere Koerse

2000
- 6e - Zellik - Galmaarden

2001
- 2e - Omloop van het Waasland
- 9e - Omloop Mandel-Leie-Schelde
- 10e - GP Jef Scherens

2003
- 1e - GP Briek Schotte
- 9e - Nationale Sluitingsprijs

2004
- 1e - GP Briek Schotte

2005
- 8e - GP Rudy Dhaenens

2007
- 1e - etappe 1 Ronde van Qatar (ploegentijdrit)
- 1e - Eindklassement Ronde van Qatar

2008
- 1e - etappe 1 Ronde van Qatar (ploegentijdrit)

## Resultaten in voornaamste wedstrijden
| Jaar | Ronde van Italië | Ronde van Frankrijk | Ronde van Spanje |
| ---- | ---------------- | ------------------- | ---------------- |
| 1998 |                  |                     |                  |
| 2000 |                  |                     |                  |
| 2001 |                  |                     | 116e             |
| 2002 |                  |                     |                  |
| 2003 |                  |                     |                  |
| 2004 |                  |                     |                  |
| 2005 |                  | opgave              |                  |
| 2006 |                  | opgave              |                  |
| 2007 |                  |                     |                  |
| 2008 |                  |                     |                  |
| 2009 |                  |                     |                  |
| 2010 |                  |                     |                  |
| 2011 |                  |                     |                  |

| Jaar | Milaan-San Remo | Gent-Wevelgem | Ronde van Vlaanderen | Parijs-Roubaix | Ronde van Lombardije | Parijs-Brussel |  | WK op de weg |  | Wereldranglijsten |
| ---- | --------------- | ------------- | -------------------- | -------------- | -------------------- | -------------- |  | ------------ |  | ----------------- |
| 1998 |                 | 109e          |                      |                |                      |                |  |              |  |                   |
| 2000 |                 |               | 77e                  |                |                      |                |  |              |  |                   |
| 2001 |                 |               |                      | 48e            |                      |                |  |              |  |                   |
| 2002 | 78e             | 37e           | 71e                  | 21e            |                      | 81e            |  |              |  | 42e (UWB)         |
| 2003 |                 | 18e           | 84e                  | 31e            |                      | 26e            |  |              |  |                   |
| 2004 |                 | 24e           | 74e                  | 30e            |                      | 38e            |  |              |  |                   |
| 2005 |                 | 30e           | 38e                  | opgave         |                      | 45e            |  | opgave       |  |                   |
| 2006 |                 |               | 31e                  | 52e            |                      | 95e            |  |              |  |                   |
| 2007 |                 |               |                      |                |                      | 54e            |  |              |  | 163e (UPT)        |
| 2008 | opgave          | 151e          | 101e                 | 70e            |                      |                |  |              |  |                   |
| 2009 | 151e            |               |                      |                | opgave               | 84e            |  |              |  |                   |
| 2010 | opgave          |               |                      |                |                      | 116e           |  |              |  |                   |
| 2011 |                 |               |                      |                |                      | 91e            |  |              |  |                   |

## Ploegen
- 1997-Vlaanderen 2002-Eddy Merckx (stagiair)
- 1998-Vlaanderen 2002-Eddy Merckx
- 1999-Vlaanderen 2002-Eddy Merckx
- 2000-Vlaanderen 2002-Eddy Merckx
- 2001-Domo-Farm Frites-Latexco
- 2002-Domo-Farm Frites
- 2003-Quick Step-Davitamon
- 2004-Quick Step-Davitamon
- 2005-Quick Step-Innergetic
- 2006-Quick Step-Innergetic
- 2007-Quick Step-Innergetic
- 2008-Quick Step
- 2009-Silence-Lotto
- 2010-Omega Pharma-Lotto
- 2011-Donckers Koffie-Jelly Belly (vanaf 02/05)